# Nang-byon Chasma
Il Nang-byon Chasma è una struttura geologica della superficie di Venere.